# Porta Lavernalis

La posizione della Porta Lavernalis, nell'angolo sud-occidentale della cinta delle mura serviane, non è esattamente definita, mancando qualsiasi reperto archeologico che possa fornire qualche indizio in merito. Sembra si aprisse sulla scalae Cassi (dove però alcuni studiosi pongono la porta Trigemina) che dalle sponde del Tevere saliva sull'Aventino fino alla chiesa di S. Sabina seguendo il percorso dell'attuale vicolo di S. Sabina. Appare però più verosimile che la porta si trovasse nella piccola valle a sud dell'Aventino, sul fianco orientale del bastione del Sangallo, in corrispondenza proprio dell'attuale via di Porta Lavernale. Questa dislocazione potrebbe trovare una conferma negli studi e rilievi effettuati da Antonio da Sangallo il Giovane quando costruì, per conto di papa Paolo III Farnese, il bastione ancora oggi visibile nei pressi di via Marmorata. Si trovava comunque in una posizione intermedia tra la porta Raudusculana e la sponda del Tevere.
Secondo Varrone, ripreso da Festo, il nome della porta deriverebbe dalla sua vicinanza con un altare o un tempietto dedicato alla dea Laverna, protettrice dei ladri. La mitologia narra infatti che in quella zona esistesse un fitto boschetto (dedicato anch'esso alla dea) che serviva da ricovero e nascondiglio per i ladri e la loro refurtiva. Da rilevare che poco più oltre, lungo il Tevere, c'era la porta Trigemina, anche nota come porta Minucia, e Minucio era uno dei nomi con cui era anche chiamato Ercole, scopritore di ladri e briganti che, proprio lì nei pressi, aveva innalzato un'ara per ringraziare gli dei di avergli fatto ritrovare i suoi buoi, rubati dal ladrone Caco che aveva la sua tana dalle parti della Lavernalis. Poiché però le porte romane prendevano perlopiù il nome dalla via extra-urbana a cui davano inizio e questa a sua volta dalla località finale o principale a cui la medesima via portava e indirizzandosi quella in questione verso sud-ovest, è anche pensabile che la Porta Lavernalis abbia acquisito questa denominazione perché portava a Lavernium, antica località sita nel territorio di Formia e in cui aveva un podere P. Scipione Africano, come racconta Cicerone. 
Dalla porta usciva forse l'antico tratto iniziale della via Laurentina.